# グレイハウンド (バス)

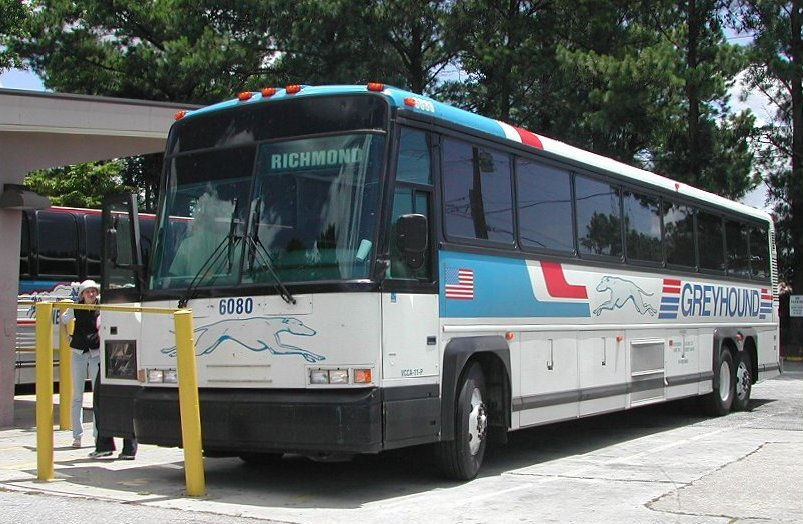
グレイハウンドラインズ
MCI DL3

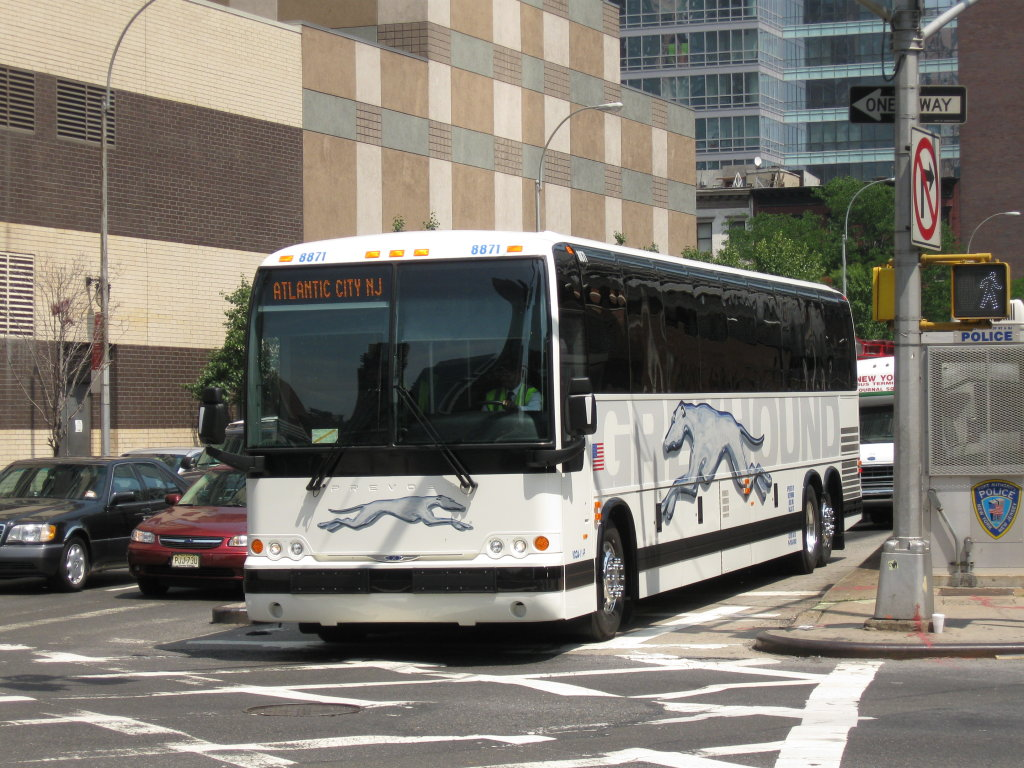
グレイハウンドカナダ
Prevost X3-45

グレイハウンド（Greyhound Lines, Inc.）は、アメリカ合衆国で最大規模のバス会社である。また、同社が運行する長距離バスそのものを指すこともある。アメリカ合衆国全土（アラスカ州とハワイ州を除く）とカナダ、及びメキシコの一部の都市を結ぶ膨大な数の路線を持ち、合衆国内においてだけでも3,100路線以上が存在する。
1913年にミネソタ州ヒビングにて設立され、1926年にグレイハウンド・コーポレーションとなる。社名、およびロゴマークはドッグレースにおいて最も速い犬種であるグレイハウンドに由来する。
2021年11月にドイツの都市間バス会社フリックスモビリティが7,800万ドルで買収。現在はテキサス州ダラスに本社を構えている。

## 沿革

### 黎明期
今日のグレイハウンド社があるのは、100年に渡る経営拡大と既得権益獲得の成果といえる。本社となった場所は現在のダラスに至るまでにミネソタ州ヒビング、ダルース、ミネアポリス、イリノイ州シカゴ、アリゾナ州フェニックスと遷移してきた。
1920年代から1930年代にかけての短期間で急速に成長したため、ICC州際通商委員会は独立している小さい企業が彼らの競争相手となるようにNational Trailways Bus System（NTBS 全米路線バスシステム）を構築した。グレイハウンド社と異なり、約100の協会からなるこれらNTBSの関連企業は、グレイハウンド社の大いなる競争相手になった。

### グレイハウンド社の設立

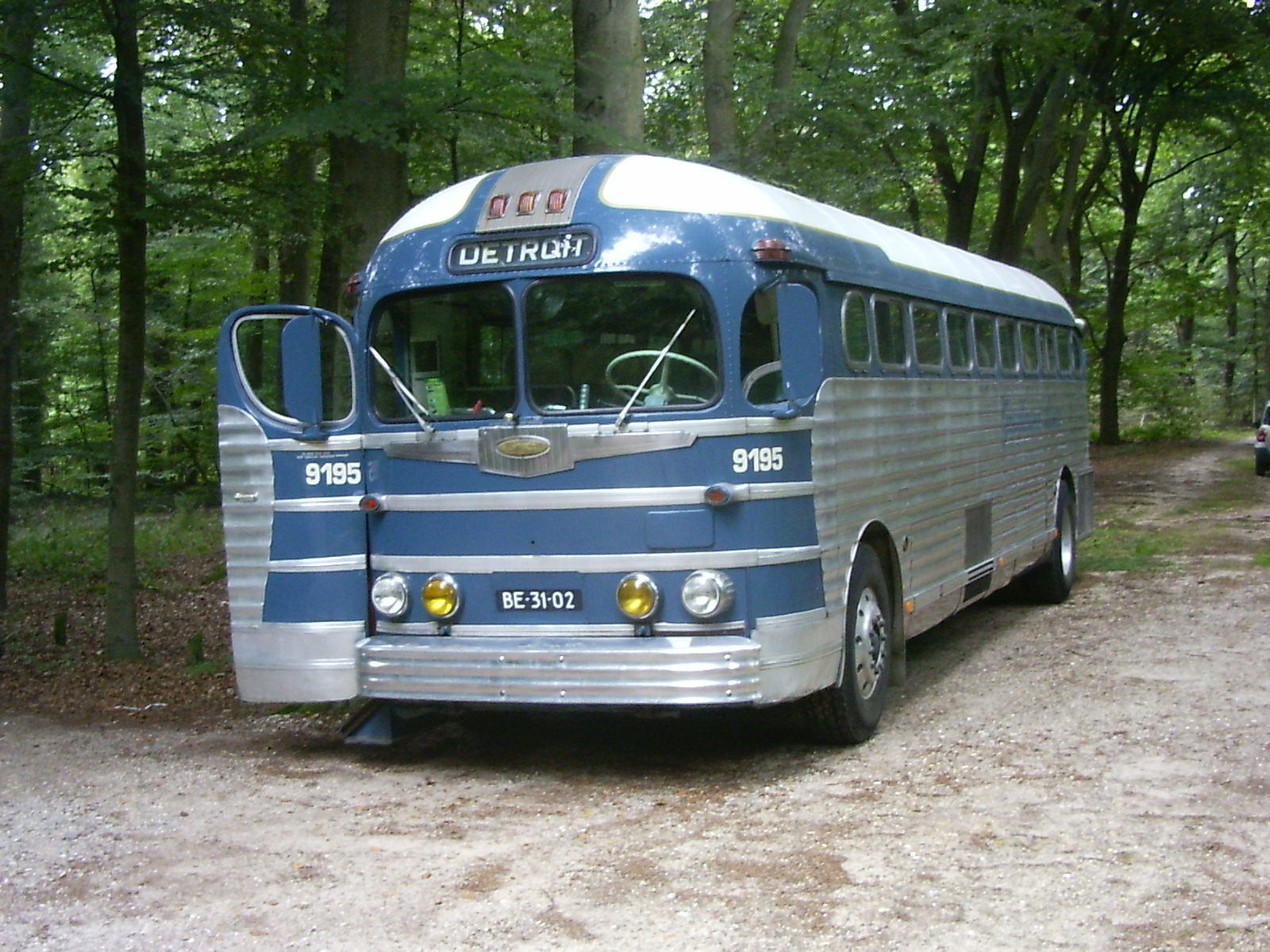
現役当時のカラーリングで保存されているGMC PD 4151 シルバーサイド（1948年製）

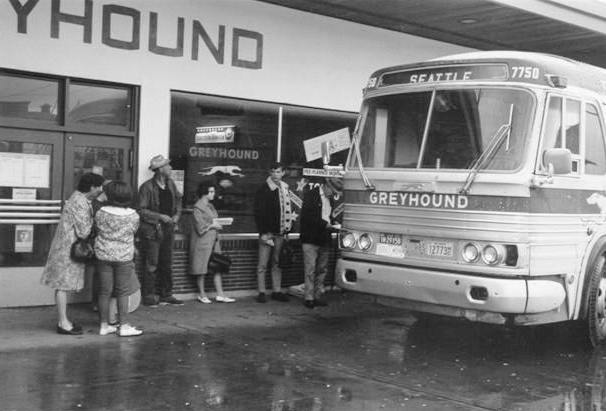
1965年秋頃のオレゴン州セイラムのターミナル
開通したインターステイト
5号線の北行き初運行便と乗車を待つ旅客
車両はGMC PD4106

1887年にスウェーデンで生まれたカール・ウィックマンはアメリカに移住した後、1913年にミネソタ州ヒビングとアリス間を15セントで運行するバスサービスを始めた。1915年にヒビングとダルース間で同じようなサービスを展開していたラルフ・ボーガンと共同でメサバ交通会社（Mesaba Transportation Company）を設立、初年度において8千ドルの利益をあげた。
第一次世界大戦が終わる頃、ウィックマンは18台のバスを所有し、その年収は4万ドルに達していた。1922年になるとオルヴィル・シーザーの経営するホワイト・バス・ラインズ社 ( White Bus Lines ) と事業を統合し、さらに1926年にはアメリカ西海岸の2つのバス事業であったピックウィック・ラインズ ( Pickwick Lines ) とパイオニア・イエローウェイ・システム ( Pioneer Yelloway System ) との合意に達し規模を広げた。
ウィックマンのバス会社は「グレイハウンド・ラインズ」として知られるようになり、社長であった彼は事業の拡大を続け、1927年にはカリフォルニアからニューヨークまでの大陸横断旅行が出来るほどにまでなっていた。1930年、社名を「グレイハウンド・コーポレーション」に変更する。
ウィックマンのビジネスは、世界恐慌を迎えた1931年の時点で100万ドル以上の負債があったが、1933年のシカゴ万博の開催によって旅客数は劇的に増加し、グレイハウンド社は再び繁栄することになる。 1935年には利益は800万ドルに達していた。
第二次世界大戦の開戦時点では、グレイハウンド社は4,750箇所のバスターミナルと1万人近い従業員を抱えるまでになっていた。 
1946年にウィックマンは社長を退き、後任にはこれまでのパートナーであるオルヴィル・シーザーが就くこととなった。1954年、カール・ウィックマンは67歳でその生涯を閉じた。
第二次世界大戦後、州間高速道路網が広まった1956年になると、米国内での自動車（自家用車）の所有と観光業の多様化、さらには都市間輸送の空路への移行などもあり、鉄道など一般的な公共輸送が下落したのと同様に、グレイハウンドの利用者とバス路線は段々衰退していくようになる。 グレイハウンド社は時代の情勢を見ながら様々な事業の展開を行い、1970年代には巨大な多角化経営企業となり、アーマー精肉会社（Armour & Co.）からダイアル石鹸会社の全ての権利、トラベラーズ・エクスプレスの為替事業、MCIバス製造会社 ( Motor Coach Industries ) 、さらには航空機の貸し出しまで手がけるようになっていた。
1984年後半に、グレイハウンド社では、オハイオ州ザネスビルで起こった死亡事故をきっかけとした大規模な運転手によるストライキが発生した。3年後に再びストライキが発生した結果、グレイハウンド社は当時NTBSの幹部役員でもあったフレッド・カレイによって分社化され、グレイハウンドのバス事業は独立することとなった。元の会社はダイアル会社と名称変更された。

### 分割
1987年、カレイによる新たな指揮の下でグレイハウンド社はまもなく、最大の競合相手でありNTBSの会員でもあったコンチネンタル・トレイルウェイズ社 ( Continental Trailways ) の買収を行ったことにより、バス事業は競合相手がいなくなったともいえ、NTBSの2つの企業であったカロライナ・コーチ社 ( Carolina Coach ) 及びサウスイースタン・トレイルウェイズ社 ( Southeastern Trailways ) とバスの運行などについて協議を行ったが、これらの企業と多くの小規模の企業は事業の撤退を余儀なくされた。
それから3年後に、新たな賃金ストライキが起こることになる。これは多角化経営から離れたことによる企業の体力が低くなったことと、労働法違反によるものであった。このことが元となり、1990年代前半にグレイハウンド社は倒産することになる。同時期にサウスウエスト航空など低価格の航空会社の台頭により、長距離バス事業はこれら航空会社との低価格路線による競争を強いられることになる。
1997年にグレイハウンド社は、NTBS最大の企業であったカロライナ・トレイルウェイズ社 ( Carolina Trailways ) を買収した。現在もカロライナ・トレイルウェイズの名称で運行しているが、それ以外のNTBS創成期の企業のいくつかはグレイハウンド社と歩調を併せ、通常運行の路線やチャーター便やツアーを廃止したり、事業そのものを廃業したりした。

### レイドロー社による経営と2度目の倒産
1998年、カナダのオンタリオ州ハミルトンを基盤としている輸送事業の複合企業であったレイドロー社がグレイハウンド社（アメリカ合衆国）、グレイハウンド・カナダ、カロライナ・トレイルウェイズとその他関係各社の経営権を取得した。しかしグレイハウンドへの多額の投資や多角化経営への投資などにより多額の損失を被ったレイドロー社は2001年6月、連邦倒産法第11章適用による法的倒産手続を申請することとなった。
イリノイ州ネイパービルを拠点にするレイドロー・インターナショナル社は2003年2月10日にニューヨーク証券取引所にレイドロー社の株を取得し、2003年6月23日にレイドロー社の再生に関わることを明らかにした。

### ファーストグループ傘下

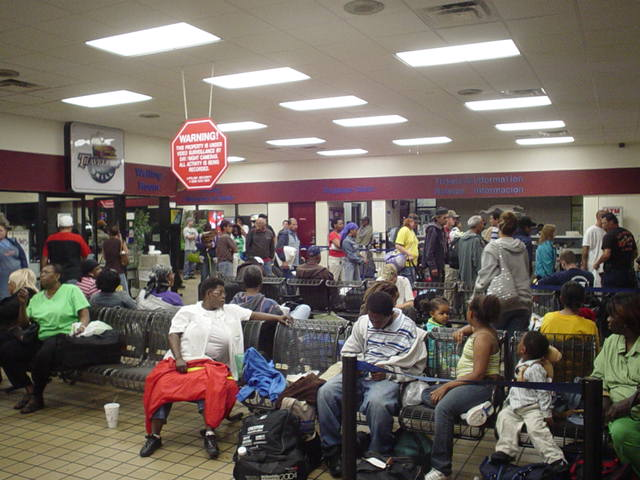
2006年、アトランタのバスターミナル内の様子

グレイハウンド社は米国北西部、および北中央部における主要路線の運行本数の削減といくつかの長距離路線の削減を2004年に行った。シカゴとシアトルを結ぶ幹線でもそれは例外ではなく、人口密度が著しく低く、乗降客数の少ないノースダコタ州ファーゴ・モンタナ州ビリングス間が部分廃線となり、地域密着型の提携バス会社に引き継がれた。2005年度内にはその他の国においても同様の措置を行った。21世紀に入ってから数年の間でグレイハウンド社はチャーター便と観光事業の拡大を行っており、主要市場における最大のものとなっている。すでに経営権は所有していないものの、車体の大半はMCIバス製造会社によって引き続き製造されている。
2007年にイギリスのファーストグループがレイドロー・インターナショナルを買収。グレイハウンドのイメージを刷新するバスの再整備と施設の改修、若者とヒスパニック市場向け宣伝キャンペーンを実施した。
2000年代に入ってから、メガバスやチャイナタウン・バスに代表されるような格安高速バスが新たに大都市間に就航し、グレイハウンドのシェアが落ち込んだ。これに対して、グレイハウンドでも割引サービスを拡充する、シートピッチを拡大したバスを投入する、車内でコンセントや無料のWi-Fiを利用できるようにするなどの各種対抗策を講じている。

### 2021年以降：フリックスモビリティ
2021年11月にドイツの都市間バス会社フリックスモビリティが7,800万ドルで買収。現在はテキサス州ダラスに本社を構えている。

### 重大な事件及び事故
これまでに起きた重大な事件及び事故の中には以下のようなものがある。
- 1972年にテネシー州ビーン駅において、トレーラーの先頭にグレイハウンドのシーニクルーザー ( Scenicruiser ) が衝突し、乗務員を含めた15人が死亡した。
- 2001年10月3日の現地時間午前4時15分に乗客の1人であったダミール・イグリックは乗っていたバスの運転手の喉を切り裂いた。テネシー州マンチェスター付近のインターステイツでバスは横転し、イグリック本人と5人の乗客が死亡、32人の重軽傷者を出した。この事件の発生時期は9月11日にニューヨークで発生した同時多発テロ事件から間もなかったこともあり、当初テロによる犯行だと疑ったグレイハウンド社は全ての路線を運休にした。グレイハウンド社、およびFBIによる調査の結果、事件はイグリックの単独犯によるものということが確認され、バスの運行は午後になって再開された。
- 2008年7月31日夜、カナダ西部を走行中の高速バス車内で、就寝中の男性客が隣席に座っていた中国系の新聞配達員の男（40歳）にナイフで刺殺された上、頭部を切断される事件が発生[13][14]。この事件の影響でカナダ国内からグレイハウンドの屋外広告が撤去されることとなった[15]
- 2013年3月15日午前10時頃、乗客48人を乗せてアトランティックシティからニューヨークに向けて走行していたバスの車内でゴキブリが無数に出現する騒動が発生[16]
- 2016年1月19日、ロサンゼルスからサンフランシスコへ向かっていたバスがフリーウェイで事故を起こして乗客が2人死亡した[17]。

## 運賃
グレイハウンドの乗車券は全米内にある営業所、バスステーションにて購入する。有効なクレジットカードがあればインターネット上でも購入することが出来る。
グレイハウンドの乗車券は一定の条件を満たすことで割引価格で購入することが出来る。以下に割引の条件を記載する。
チャイルド ディスカウント（子供運賃）
- 2歳未満の子供が15歳以上の乗客と同乗する場合は運賃が無料になる。ただし、他の乗客と同じく座席を使用する場合は40%割引での乗車券を購入しなければならない。
- 12歳未満の子供の場合で、同乗する乗客が通常料金で乗車券を購入した場合、通常の40%割引が適用される。
- 2歳から11歳までの子供同士でかつ、行き先が同じ（往復の場合は往復先も同じ）場合、それぞれ通常価格の40%割引が適用される。

スチューデント ディスカウント（学生割引）
- 20ドルのスチューデント アドバンテージ ディスカウントカードを購入することにより、以下の割引を受けることが出来る。
  - アメリカ国内の数千に及ぶ路線で通常料金の15%割引が適用される。
  - グレイハウンド パッケージエクスプレス ( Greyhound PackageXpress ) を使ってアメリカ国内に荷物を送る場合、通常送料の半額で送ることが出来る。
  - 大学都市（例:コーネル大学=イサカ市など）到着（出発）のバスにはその都市にある大学の学生証で割引が受けられる。

ミリタリー ディスカウント
- 現役、退役軍人及びその家族は10%割引が適用される。また、最大198ドルを払うことでアメリカ国内を周遊することが出来る。

ベテランズ ディスカウント
- 上記ミリタリー ディスカウントと類似するが、こちらはベテランズ アドバンテージ ディスカウントカードを所持することにより、15%の割引が適用される。対象となるのは現役、退役軍人、州兵、及び予備隊とその家族であり、39.95ドルの1年プランまたは99.95ドルの3年プランがある。

パーソナル ケア アテンダント ディスカウント ( PCA ディスカウント )
- 搭乗者が身体に障害を持っている場合で必要条件を満たす場合、同乗する介護者の乗車券は50%割引が適用される。ただし、予約制で24時間前（車椅子の場合は48時間前）に予約をしておく必要がある。

シニア ディスカウント
- 62歳以上の旅客は5%の割引が適用される。なお、購入の際には有効な身分証明書が必要になる。

## 乗降場所

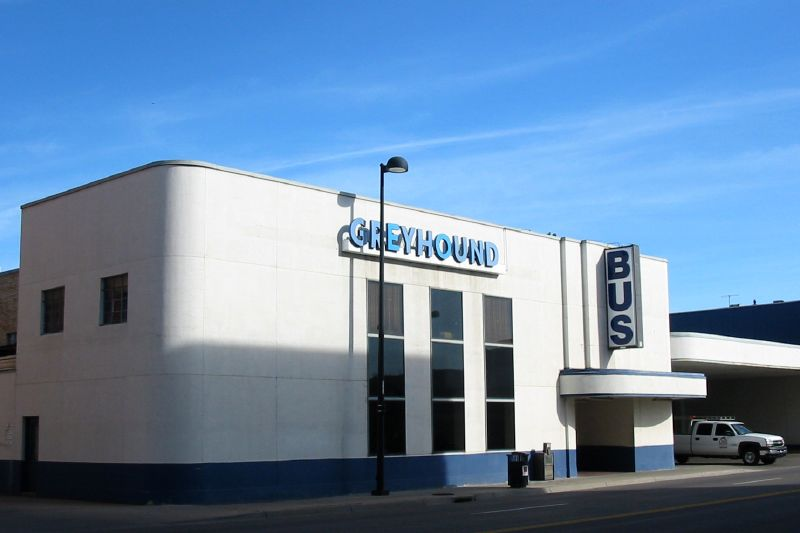
カンザス州ウィチタのバスターミナル

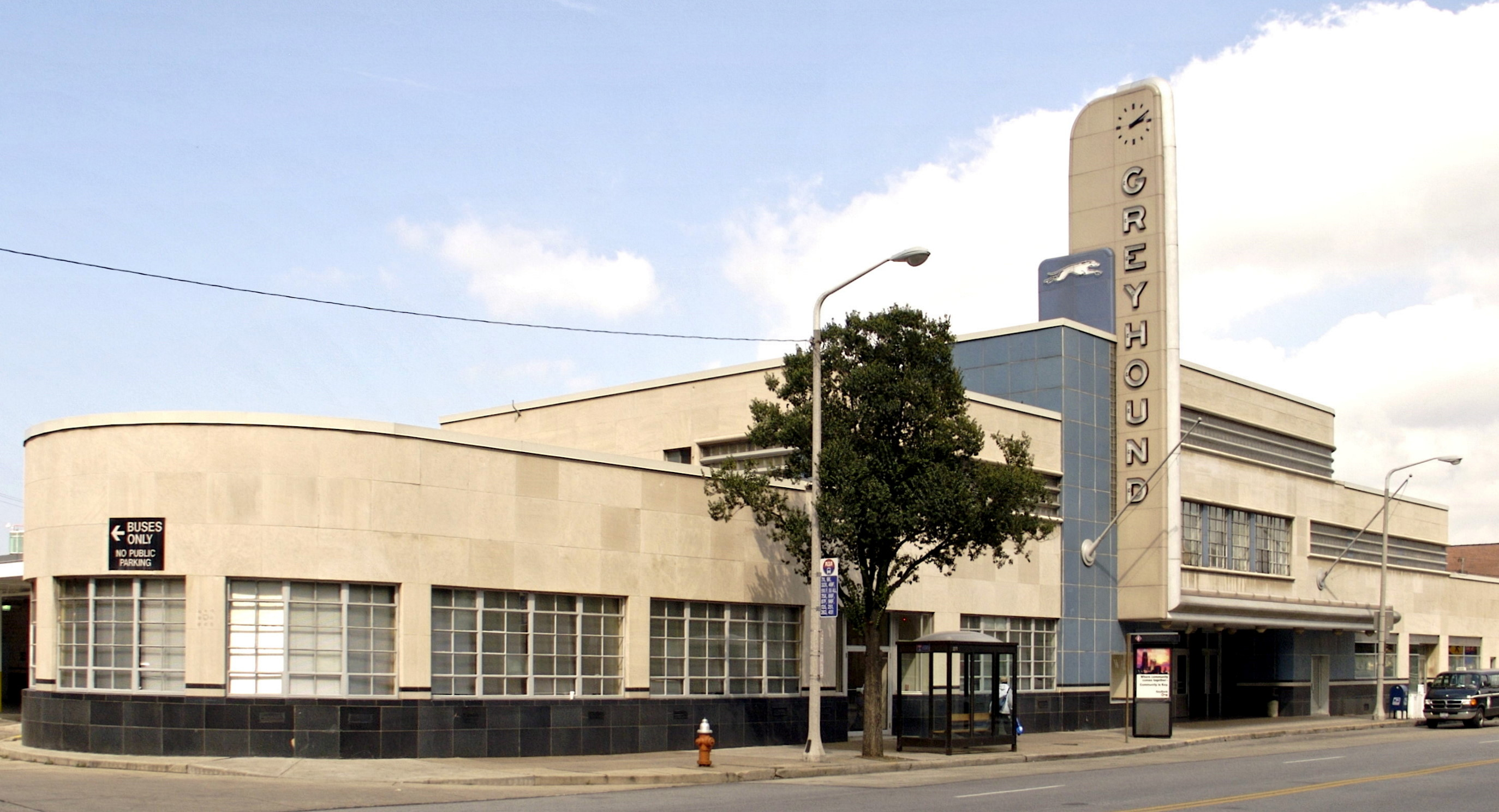
オハイオ州クリーブランドのグレイハウンド・バスターミナル

グレイハウンドのバスの発着する場所はバスターミナル、バスデポ（バスディーポ）、およびバスストップの3種類に大別することができる。そのほか、既存の店舗などを利用したバス乗降場もある。
1. バスターミナル - 主に中規模以上の都市に存在し、発券カウンター、駐車場、休憩施設を備えている。休憩施設に各種売店や飲食店が入っていることも多い。多くのバスターミナルは24時間営業である。
2. バスデポ - 前述のバスターミナルとの明確な線引きはないが、規模が小さく、24時間営業でないものが多い。中小都市に多く存在する。
3. バスストップ - 小さな町村に多い。バスターミナルやバスデポとは異なり、発券カウンターなどは持っていない。道路わきにグレイハウンドのロゴがついたバス停が設置してあるだけで、停車便数も少ない。空港ターミナルやアムトラック駅に設置の場合もある。
4. その他の形態 - マクドナルドなど既存の店舗を休憩施設として利用、およびその駐車場をグレイハウンド兼用とし、発券カウンターだけを持っている、というものも存在している。

これらのバス乗降場は空港などとは異なり、ダウンタウンにあることが多い（テキサス州オースティンやニューメキシコ州サンタフェなど、例外的にダウンタウンから離れているバス乗降場もある）。従って交通に至便である一方で、乗降場付近の治安が悪いことも少なくない。また、ほとんどのバス路線は州間高速道路を通るため、特に規模の大きいバスターミナルは州間高速道路のランプ付近に位置していることが多い。
グレイハウンドのバスターミナルがアムトラックの駅に併設されていることもある。また、「総合交通ターミナル」として、市の路線バスや近郊電車のターミナルを兼ねているバスターミナルやバスディーポもある。

## 日本のバス会社への影響

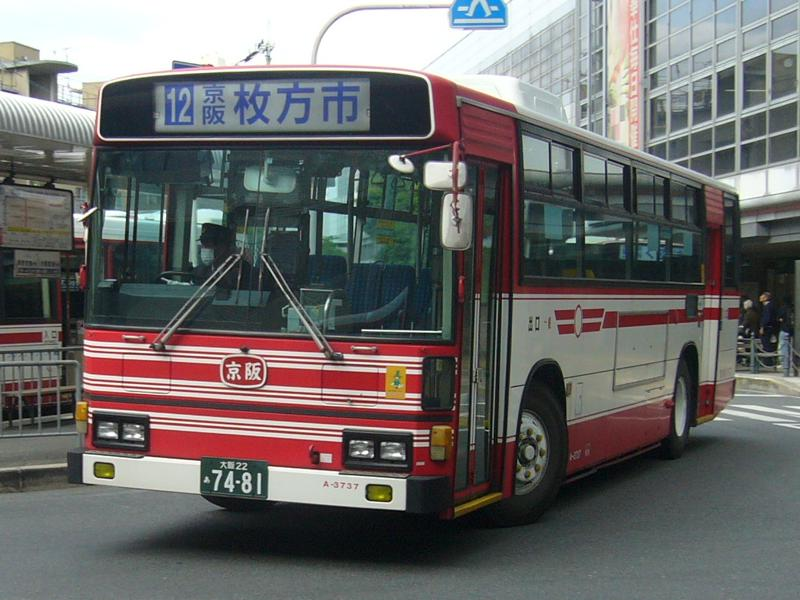
1950年頃にグレイハウンドのデザイナーによって考案されたとされる日本の京阪バスの塗装
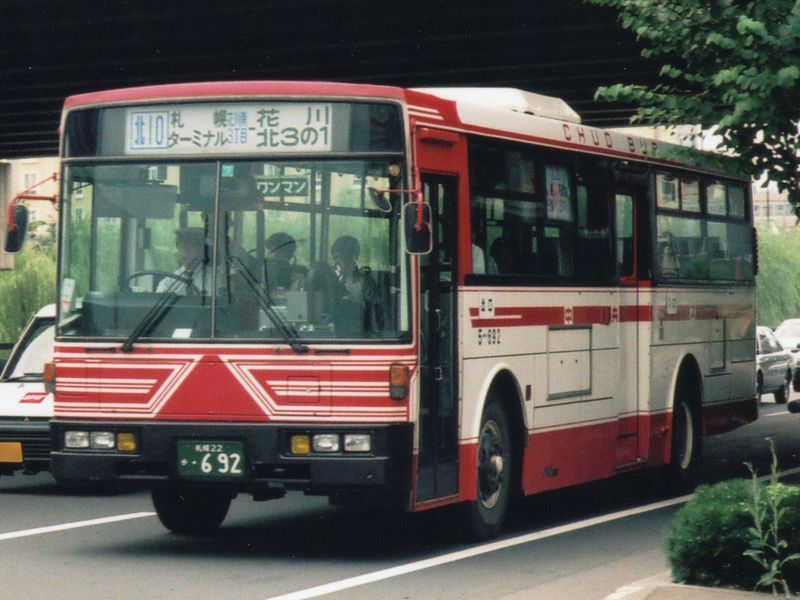
京阪バスの現行塗装と同時期にグレイハウンドの京阪バスと同一デザイナーによって考案されたと言われる北海道中央バスの旧塗色。
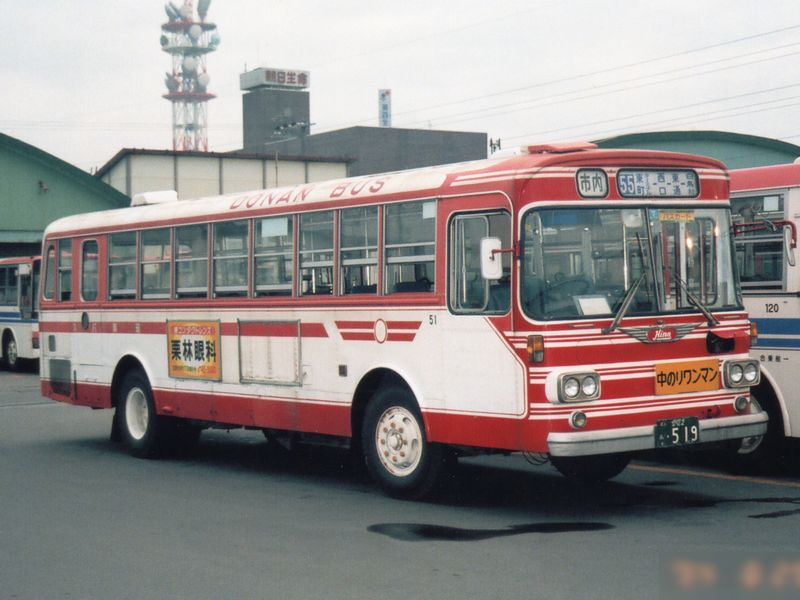
道南バス旧塗装。1986年頃まで走行。前面方向幕付近の白線と社名以外は京阪バスに完全に一致している。
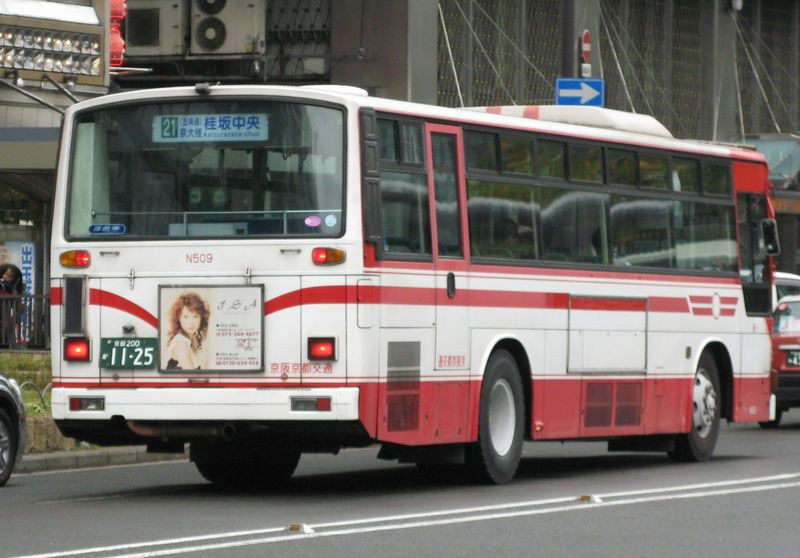
京阪バスの子会社である京阪京都交通車両のリア部および非公式側の塗装。
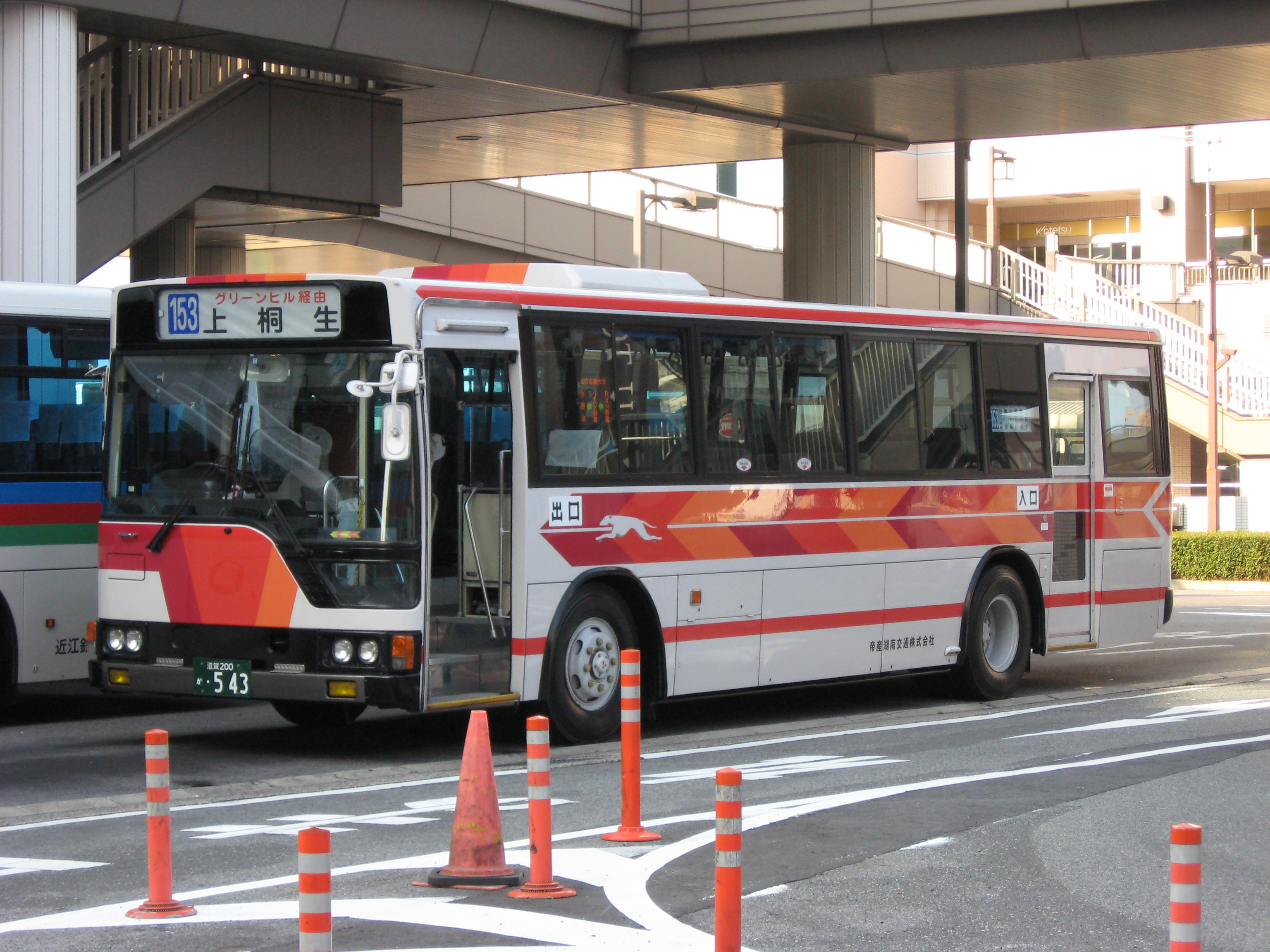
グレイハウンド犬のシンボルマークを使用している例。（帝産湖南交通）

1950年代前半に日本の北海道中央バス及びその系列事業者、また同時期に京阪バスの車両が当時のグレイハウンドの色彩デザイナーによってデザインされた塗装を採用した（同一人物であったと言われている）。このため北海道中央バス、京阪バスともほぼ同様のデザインであった。北海道中央バスでは、塗装変更が進んでおり、旧塗装の車両は全て廃車されている。京阪バスでは一部の例外を除き基本的にこの塗装であるが、旧・京阪宇治交通からの引継車両は同社の塗装のままであるため、グレイハウンドカラーではない。
なお、京阪バスのデザインをそのまま流用した道南バスの旧塗色と、京阪バスグループの京阪京都交通の全車もグレイハウンドカラーである。
また、一畑バスの旧塗装車（一畑電気鉄道時代の1960年代中期頃）も色こそ違うものの、フロント面は京阪バスに似たデザインの塗装となっていた車両もあった。
この他、帝産観光バスなど帝産グループではグレイハウンド、小田急バスでは種類は明らかにされていないが、一部の車両に犬のマスコットが見られる。奈良交通バスの側面には「後ろ足で駆ける鹿」が描かれているが、これもグレイハウンドを意識したものとみられる。
また、民間合弁の高速バス事業者だった東名急行バスの制服は黄土色の制帽・ズボン・ネクタイに黒い光沢のあるジャケットという組合せで、グレイハウンドの制服を参考にしたものである。

## 註
1. 1 2  “FlixMobility acquires Greyhound to Expand U.S. Intercity Bus Services” (Press release). Flixbus. 21 October 2021.
2. 1 2  Lunden, Ingrid (2021年10月21日). “Germany's FlixMobility acquires Greyhound Lines, the iconic”. TechCrunch
3. 1 2  “Germany's Flixbus acquires US Greyhound bus company”. Deutsche Welle. (2021年10月21日)
4. 1 2  Shabong, Yadarisa (2021年10月21日). “FlixBus owner hitches ride with Greyhound as FirstGroup exits”. Reuters
5. 1 2  O'Donnell, Paul; Walters, Natalie (2021年10月21日). “Dallas-based Greyhound sells to Europe's largest long-distance bus network”. The Dallas Morning News
6. ↑  Greyhound Lines Announces Network Transformation. Greyhound, Inc. 2004年6月25日.
7. ↑  Kenworthy, Tom. Some left in lurch as Greyhound cuts stops. USA TODAY. 2004年7月19日.
8. ↑  “LAIDLAW INTERNATIONAL ANNOUNCES AGREEMENT TO BE ACQUIRED BY FIRSTGROUP” (Press release). U.S. Securities and Exchange Commission. 9 February 2007.
9. ↑  Harrison, Pete (2007年2月8日). “FirstGroup to buy Greyhound bus firm”. Reuters
10. ↑  “FirstGroup completes Laidlaw acquisition”. Metro Magazine. (2007年10月3日)
11. ↑  “FirstGroup completes Laidlaw acquisition”. American City Business Journals. (2007年10月1日)
12. ↑  “Greyhound Gets A Makeover”. CBS News. Associated Press. (2007年11月12日)
13. ↑  “カナダのバス車内で殺人、男が隣の乗客の頭部を切断”. ロイター. (2008年8月1日) 2014年6月16日閲覧。《→アーカイブ》
14. ↑  “＜バス頭部切断事件＞容疑者は40歳の中国系―カナダ”. Record China. (2008年8月4日) 2014年6月16日閲覧。《→アーカイブ》
15. ↑  Michel Comte (2008年8月8日). “グレイハウンド、乗客の頭部切断事件を受け屋外広告を撤去”. AFPBB News 2014年6月16日閲覧。《→アーカイブ》
16. ↑  “長距離バスの車内に大量のゴキブリ、乗客パニック　米”. CNN(CNN.co.jp). (2013年3月17日) 2014年6月16日閲覧。《→アーカイブ》
17. ↑  Greyhound Bus Driver in Fatal San Jose Crash Admitted Being Fatigued: CHP - KTLA NEWS（2016年1月20日閲覧）
18. ↑  戦後、1966年までは路線バスを含むすべての車両にこのマスコットが付けられていた
19. ↑  “小田急バス企業情報＞小田急バスのシンボル＞犬マークとボディカラーについて”.   小田急バス. 2016年9月11日閲覧。
20. ↑  年鑑バスラマ2009-2010 p.80-81 ぽると出版 2009年12月　ISBN 978-4-89980-016-3
21. ↑  Greyhound in South Korean Venture（ニューヨークタイムズ）
22. ↑  오르다 숨 막히던 그 버스여…（ハンギョレ21）